# Gibbarpasjön
Gibbarpasjön är en sjö i Nässjö kommun i Småland och ingår i Lagans huvudavrinningsområde. Sjön är 4,5 meter djup, har en yta på 0,169 kvadratkilometer och är belägen 274 meter över havet.

## Delavrinningsområde
Gibbarpasjön ingår i det delavrinningsområde (637391-141377) som SMHI kallar för Utloppet av Långserumssjön. Avrinningsområdets medelhöjd är 288 meter över havet och ytan är 46,09 kvadratkilometer. Det finns inga delavrinningsområden uppströms utan avrinningsområdet är högsta punkten. Grimmavadet som avvattnar avrinningsområdet har biflödesordning 2, vilket innebär att vattnet flödar genom totalt 2 vattendrag innan det når havet efter 217 kilometer. Delavrinningsområdet består mestadels av skog (73 procent). Avrinningsområdet har 1,66 kvadratkilometer vattenytor vilket ger det en sjöprocent på 3,6 procent.